# 咪咪 (貓站長)
咪咪（ －2017年5月14日）是台灣台北市的一隻貓，在2015年上任為貓空纜車動物園站的「貓站長」，因此出名。牠於2016年正式退休。

## 生平經歷
咪咪最初只是一隻流浪貓，在2009年隨著一群流浪貓流浪至貓空纜車動物園站附近，得到當地員工的照顧。後來其他貓陸續離開，只剩咪咪留下來，仍受到員工的持續照顧，如此持續六年。本來台北捷運公司並不容許流浪動物進入站內，但在2015年蘇迪勒颱風到來之際，還是破例讓咪咪進入站內避風雨。
有員工表示，最初以為咪咪是母貓才將牠取名為「咪咪」，但後來發現牠是公貓。
2015年10月，由於動物園站員工擔心咪咪會走失或被他人抱走，便將其升格為該站的「貓站長」，並在牠脖子上掛上識別證，相關的飼料費用全由員工承擔。有員工還為牠設立了專屬的臉書粉絲專頁「貓站長的生活札記」。平時咪咪會在動物園站後方廣場一帶活動，與往來的旅客互動。咪咪的事蹟經媒體報導而出名，吸引了不少遊客專程前來看望牠。在咪咪上任滿月後，北捷特地舉辦了慶祝活動。
2016年，動物園站員工考慮到咪咪年事已高，以及遊客過於熱情、員工流動、虐待動物事件頻傳等其他因素，決定讓牠退休，由一名員工帶回家飼養；許多咪咪的粉絲聞訊後皆感到不捨。
根據「貓站長的退休生活」粉絲專頁，咪咪於2017年5月14日去世。

## 外部連結
- 貓站長的退休生活的Facebook專頁